# Force républicaine
Force républicaine est un club de réflexion politique créé en 2001 par François Fillon sous l'intitulé France.9. Le mouvement est présidé par Bruno Retailleau depuis novembre 2017.

## Histoire
Force républicaine, d'abord nommé France.9, est déclaré au Journal officiel Associations le 13 juillet 2001 avant d'être créé officiellement l'année suivante par François Fillon.
En 2013, François Fillon relance Force Républicaine née de la transformation de son ancien club «france.9» avec un double objectif « bâtir un projet percutant et innovant, capable de sortir notre pays de sa dépression économique, sociale et civique » et « Rassembler les Français car rien ne sera possible sans unité et sans volonté commune de hisser la France vers le haut »,. Le député Jérôme Chartier est chargé de la communication et de la réflexion, Éric Ciotti du projet et de l'organisation des délégations départementales.
Fin 2013, avec Force républicaine, Fillon annonce préparer un « programme de vraie rupture » avec un « discours de vérité »,.
Au cours de l'année 2014, le président de Force Républicaine dévoile ses réflexions sur l'éducation, l'Europe, la compétitivité, la réduction des dépenses de l’État, et l'immigration. En juin, Force républicaine rend public son manifeste intitulé Le défi de la compétitivité, titre du programme économique de François Fillon, autour du mot clé « Liberté ».
Après l'élection présidentielle de 2017, François Fillon transmet la présidence de Force républicaine à Bruno Retailleau, sénateur et président du groupe Les Républicains au Sénat. Ce club politique a ainsi vocation à continuer à exister en rassemblant le courant filloniste au sein des Républicains.

## Objectifs
Son ambition est de « participer à la rénovation du débat public », en « proposant une nouvelle offre politique s'inscrivant dans la rénovation de notre pacte républicain », selon son site internet. Le 26 février 2013, François Fillon annonce le changement de nom de l'organisation qui a désormais pour objectif de soutenir sa candidature à l'élection présidentielle de 2017. Le site de la campagne de François Fillon est géré par Force républicaine. Il reçoit les dons d'argent en soutien à François Fillon.

## Organisation

### Les conventions
Le dimanche 19 novembre 2017, Force républicaine organise à la Maison de la Chimie, une convention intitulée "Quelle droite pour la France ?", avec le philosophe François-Xavier Bellamy, le politologue Laurent Bouvet, l'analyste politique Jérôme Fourquet de l'Ifop et le politologue canadien Mathieu Bock-Côté, chantre de la "renaissance intellectuelle du conservatisme".
La convention du 24 mars 2018 a comme thème "Peut-on encore sauver l’Europe ?", avec notamment le président du Sénat Gérard Larcher, le président de la délégation française au Parlement européen Franck Proust et la vice présidente LR Virginie Calmels. Celle du 27 juin porte sur "Islam & République.
Le 13 mars 2019, la convention intitulée "Réformer la démocratie" se déroulait en présence de Jean-Pierre Chevènement.

### Les mercredis de Force républicaine
Depuis 2018, chaque premier mercredi du mois, une soirée thématique est organisée avec de grands intervenants, retransmise en direct dans des ateliers répartis sur tout le territoire.

### Politeïa
Le 15 janvier 2019, Force républicaine lance son "offre de formation" à destination des jeunes de moins de 30 ans, étudiants et jeunes professionnels désireux de s'engager en politique,. Chaque cycle composé de trois conférences de deux heures, accessible gratuitement, ouvert aux adhérents et non-adhérents de Force Républicaine, se déroule au siège parisien de force républicaine ou via internet dans des "ateliers décentralisés" en région,. Le premier cycle sera consacré au "progressisme" et animé par la philosophe, universitaire et essayiste Bérénice Levet, le second par le sociologue québécois Mathieu Bock-Côté,.

### Publications
Le 4 avril 2018, Force Républicaine dévoile ses propositions pour l'Europe. Elles visent à ce que l’Union européenne porte en priorité un « projet de civilisation » qui « se réapproprie son histoire, l’héritage antique, celui du christianisme et des Lumières ». Le mouvement  réaffirme que « l’Europe est nécessaire mais qu’il est nécessaire que l’Europe change », pour défendre les intérêts économiques des Européens et renforcer le contrôle des frontières, mais aussi être ambitieuse dans le développement prioritaire de grands projets stratégiques.
Force Républicaine propose 30 mesures « pour faire reculer l’islamisme en France », le 17 septembre 2018, et notamment d’« écarter toute institutionnalisation d’un “Islam de France” ».